# Мазгаб
Мазгаб (араб. مَذْهَب МФА: [ˈmaðhab]) або мазхаб — це школа правової думки в ісламській юриспруденції. Основні сунітські мазгаби — ханафітський, малікітський, шафіїтський і хановбалітський. Вони сформувалися у IX–X століттях, і вже до XII століття майже всі ісламські юристи ототожнювали себе з певним мазгабом. 
Ці чотири школи визнають легітимність одна одної і протягом століть вели між собою юридичні дискусії. Їхні правові рішення поширені по всьому мусульманському світу без жорстких територіальних обмежень, хоча кожна з них набула домінування в окремих регіонах:
- Малікітський мазгаб — у Північній та Західній Африці
- Ханафітський — у Південній та Центральній Азії
- Шафіїтський — у Східній Африці та Південно-Східній Азії
- Хановбалітський — у Північній та Центральній Аравії

У перші століття ісламу також існували інші, короткочасні сунітські мазгаби. Школа загіритів, яка сьогодні вважається на межі зникнення, все ще впливає на ісламську правову думку.
Розвиток шиїтських юридичних шкіл відбувався на основі теологічних розбіжностей і призвів до формування джафарійського мазгабу у дванадцятиширських шиїтів, а також мазгабів ісмаїлітів і зайдітів відповідно серед ісмаїлітів і зайдітів. Їхні розбіжності з сунітськими школами приблизно такі ж, як і відмінності між самими сунітськими мазгабами.
Окремо існує ібадітська юридична школа, яка не належить ані до сунітських, ані до шиїтських мазгабів, і домінує в Омані.
На відміну від сунітів, шиїтів та ібадітів, мусульмани без конфесійної належності не асоціюють себе з жодним мазгабом.

## Сунітські мазгаби

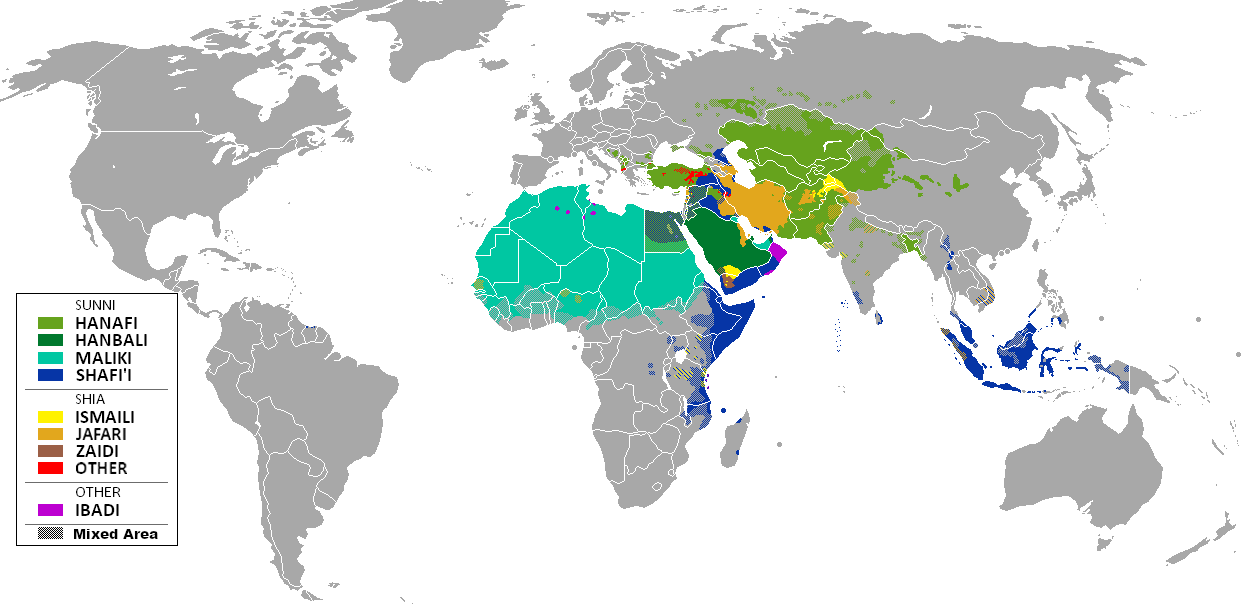
Поширення мазгабів у сучасному світі

В сучасному ісламі переважають 4 школи. За іменами їхніх засновників вони називаються:
- ханафійський (від Абу Ханіфи)
- малікійський (від Маліка ібн Анаса)
- шафіїтський (від аш-Шафії)
- ханбалійський (від Ібн Ханбали)

Свого часу у мусульманській Іспанії був популярним Загірійський мазгаб (від Дауда аз-Загірі), проте він був поступово витіснений ханбалітами.
Незважаючи на значні відмінності в тлумаченні багатьох деталей, усі ці 4 школи вважаються однаково авторитетними та канонічними в питаннях права, оскільки вважається, що вони однаково вірні принциповим положенням сунізму. Приналежність до одного з мазгабів є обов'язковою для більшості мусульман сунітів. Винятком є лише найосвіченіші богослови, які, як вважається, настільки розбираються в шаріаті, що можуть самі виносити вірні судження щодо певних питань.

### Поширення сунітських мазгабів
Оскільки мазгаби налічують вже не одну сотню років, то вони давно стали традиційними, і приналежність до них перш за все визначається походженням людини. Певні релігійні громади та цілі народи й регіони традиційно належать до певного мазгабу.
Ханафізм є найпоширенішим мазгабом і переважає серед індійських та китайських мусульман, тюркомовних народів, в Середній Азії та Сирії. Малікізм в Північній Африці (Марокко, Алжирі, Тунісі, частково Єгипті), Західній Африці та Судані. Шафіїзм в Єгипті, Східній Африці, Індонезії. Ханбалізм поширений в Саудівській Аравії.

## Шиїтські мазгаби
У шиїтському ісламі існують: 
- Зейдитський мазгаб (від Зейда ібн Алі (700-740))
- Джафаритський мазгаб (від Джафара ас-Садика (699-765))[3]